# Bille (rivier)
De Bille is een zijrivier van de Elbe in het distrikt Stormarn in het oosten van Sleeswijk-Holstein in het noorden van Duitsland. De rivier ontspringt nabij Linau ten noorden van de Hahnheide en stroomt verder ten zuiden van Trittau. Bij Billwerder in het Elbedal mondt de rivier in Hamburg uit in de Elbe. De rivier is 65 kilometer lang waarvan 42 kilometer in Sleeswijk Holstein en 23 kilometer in Hamburg. Aan de rivier zijn oude buitenplaatsen gelegen.
De Hamburgse stadsdelen Billbrook en Billstedt zijn naar de rivier vernoemd. 